# سیمون کوپرز
سیمون کوپرز (انگلیسی: Simon Kuipers؛ زادهٔ ۹ اوت ۱۹۸۲) اسکیت‌باز سرعت اهل پادشاهی هلند است.